# General Immortus
El General Immortus es un personaje ficticio, un supervillano creado para la editorial DC Comics. Es también conocido como "The Forever Soldier" o "The Forever General" (traducido como El soldado Eterno o General Eterno). Apareció por primera vez en la serie de historietas My Greatest Adventure Vol. 1 #80 (junio de 1963), siendo justamente, en la primera historia de la Doom Patrol, quien ha sido sus contrincantes, fue creado por Arnold Drake, Bob Haney, Bruno Premiani y Murray Boltinoff.

## Biografía del personaje
General Immortus es quizás uno de los pocos humanos inmortales que lleva siglos y con su amplio conocimiento antiguo de la historia humana, que sus orígenes están envueltos en misterio; Algunas referencias citan que incluso se ha implicado que el origen de Immortus que ha vivido desde la antigüedad. Ha sido dueño de una extensa mina de diamantes, la gran fuente de su gran parte de su riqueza obtenida, y en el paso de su vida ha matado a muchos de sus trabajadores a su servicio, esclavos que ha mantenido por mucho tiempo y que se ha obligado hacerlo para poder mantener la ubicación de su tesoro en secreto. Hasta el día de hoy, la ubicación de su tesoro sigue siendo uno de sus mayores secretos guardados. Sin embargo, poco más allá de esta información, poco se ha revelado sobre el pasado de Immortus. Su nombre real nunca ha sido revelado, ni su país de origen, aunque sus características es que posiblemente provenga de algún lugar de Europa.
Hasta que entró en contacto con Doom Patrol, Immortus había sostenido indefinidamente una larga vida, de manera antinatural, bebiendo una poción alquímica altamente secreta, que le prolongaba la vida. Sin embargo, Immortus eventualmente perdió esta preciosa fórmula, y fue incapaz de volverla a reproducirla, y como su existencia anterior comenzó a agotarse, comenzó a envejecer rápidamente una vez más. Immortus contrató al joven científico Niles Caulder para poder recrear la poción. Cuando Caulder descubrió la identidad y el plan de Immortus, saboteó el "rayo que prolongaba la vida" que había estado desarrollando. Caulder, como "The Chief", sería quien formaría la futura Doom Patrol, específicamente para combatir a uno de los esquemas de guerra del General Immortus.
A partir de entonces, la mayoría de los planes del General Immortus eran para mantener su longevidad encontrando sustitutos del elixir de vida que había perdido. Así, logró financiar y se convirtió en el líder de un sindicato criminal, altamente secreto para robar textos antiguos y artefactos místicos, con el propósito de sostener de nuevo su larga vida antinatural inmortal. Este sindicato, con un carácter militarista, fue el que le permitió ganarse el título de "General Immortus ", diferente al que tenía dentro de la Sociedad Thule, en el cual seguía su filosofía y conocimiento en ocultismo. De vez en cuando, Immortus peleaba con la Doom Patrol, generalmente en un esfuerzo por obtener los resultados de la investigación de la prolongación de la vida eterna de Clouder, tratando dejar ser atrapado por la Doom Patrol, mientras que Immortus pudiera lograr robart artefactos místicos antiguos.
Immortus era un miembro único en la Hermandad del Mal, un grupo formado en gran parte para combatir a la Doom Patrol.
Otra unidad de la Doom Patrol fue creada por una mujer india llamada Arani, que demandaba ser la prometida de Niles Caulder y conocida con el nombre clave "Celsius". En las páginas de la revista Showcase Vol. 1 #95, el general la sometió a un escaneo mental para encontrar el secreto de la inmortalidad, aunque logró ser joven de nuevo, fue por muy corto tiempo, esto sucedió cuando estaban en una Base Lunar construida por la Hermandad, hasta que la Doom Patrol la liberó y destruyó la base, cuando comenzaron a devolverle su antigua senescencia. Resultó que el tratamiento de la inmortalidad había fracasado, porque se había preparado específicamente para la fisiología de Arani.

### Nuevo origen:Post-Crisis
En el 2004, el escritor de DC, John Byrne reinició la serie de historietas de la Doom Patrol, y declaró que la historia anterior nunca ocurrió, aunque este retcon de sus orígenes no alteró en gran parte la historia de todos sus villanos, ya que su historia también había sido narrada en varios libros de los Teen Titans. Desde la Crisis Infinita , la continuidad de la Doom Patrol que abordó John Byrne, intentó borrar parte del origen del equipo, que a pesar de todo, logró mantener una parte restaurada la historia que involucra al General Immortus.

#### Salvation Run
En la miniserie limitada, Salvation Run, apareció brevemente, y fue asesinado por unos Parademons hacia el último número.

#### Crisis Aftermath: Run
Immortus reaparecería, una vez más vivo que nunca, en las páginas de la miniserie limitada, Final Crisis Aftermath: Run #2, y se refirió que los eventos vividos en Salvation Run le sirvieron de experienciaque le abrieron sus ojos sobre la muerte. Se le vio reclutando seguidores para su Ejército de Amenazas. El General Immortus reclutó al Profesor Milo para otorgar poderes a varios supervillanos, tales como Sportsmaster, Mr. Polka Dot, Condiment King y Human Flame, así como a otros villanos como Brown Recluse, Miss Army Knife, N-Emy, Phoney Baloney, y a Seductress. Aseguró que con el uso de dichas habilidades les causaría dolor hasta que los villanos incondicionalmente le rindiesen lealtad. Human Flame, quien es el protagonista de la historia, sería capaz de superar tanto el dolor sufrido como parte de la adición de protección, que fue instalada por el Profesor Milo (un mando inalámbrico conectado a sus implantes otorgándoles a Immortus y a Milo la capacidad de apagar sus poderes a voluntad), quemando gravemente a Immortus con sus poderes y matando a todos sus nuevos seguidores, salvo a su amante, Seductress, que permaneció a su lado. A medida que Human Flame escapa, se va en la búsqueda para ganar nuevos poderes, un Inmortus herido le pide a Milo que replantee su estrategia.

## Poderes y habilidades
Aunque no posee poderes, tiene una larga longevidad que ha ido acumulando años en su haber, gracias al uso de una pócima alquímica, que le ha permitido rejuvencer; sin embargo, debido a la pérdida de dicha pócima, ha vuelto a su estado de tercera edad. Aun así, Immortus es un astuto maestro criminal, y ha vivido durante siglos gracias a su pócima.

## Apariciones en otros medios

### Televisión
- El General Inmortus se le vio en la 5.ª temporada de Los Jóvenes Titanes siendo miembro de la Hermandad del mal.

- Además, protagonizó un mini episodio de la Doom Patrol de la serie DC Nation Shorts.

- En la cuarta temporada de Doom Patrol, Immortus, que se representa como una poderosa deidad olvidada, se convierte en el antagonista principal, interpretado por Charity Cervantes mientras posee a Isabel Feathers.

### Miscelánea
- El General Immortus y otros villanos aparecieron en el cómic basada en la serie animada de Teen Titans, en donde aparentemente serían liberados tal como ocurrió en Teen Titans Go! #32. También apareció de nuevo #35 con contratado por HIVE como su soldado a pie (temporal) y junto a un ejército robots Sladebots como sus seguidores. Intenta infiltrarse en la Torre de los Titanes y usar su gigantesco robot de defensa contra ellos, traicionando a HIVE en el proceso. Rápidamente es derrotado.

- Al General Immortus aparecería en el sexto número del cómic basado en la serie animada de Batman: The Brave y el Bold. Aparece utilizando una máquina del tiempo robada para convocar a varios soldados del pasado, sólo para que se rebelasen en contra su mando. Después de que Batman y Kid Eternity se unan para detenerlos, Immortus regresaría, habiendo obtenido la Lanza del Destino en el arco de la historia, pero es derrotado cuando Kid Eternity consigue invocar el encantamiento de Spear diciendo, "No es hombre ni mujer"  convocando a G.I. Robot.